# Filippo Figari
Filippo Figari (Cagliari, 23 settembre 1885 – Roma, 30 ottobre 1973) è stato un pittore italiano.

## Biografia
Era figlio di Bartolomeo Figari, ingegnere delle Reali ferrovie sarde, e Carmela Costa.
Per il lavoro del padre, nel 1890 si trasferisce insieme alla famiglia a Sassari, dove conosce Giuseppe Biasi, con il quale compie le sue prime esperienze grafiche su dei locali giornali satirici. 
Nel 1904 rientra a Cagliari con la famiglia. Dopo essersi diplomato al liceo ginnasio Dettori, espone le sue caricature in una mostra con Felice Melis Marini.
Pochi mesi dopo parte per Roma dove il poeta Salvator Ruju lo introduce nella redazione del quotidiano La Patria, per il quale realizza numerose caricature.
Nel 1916 viene chiamato alle armi. Dopo essersi distinto in un'azione di guerra per cui sarà successivamente insignito della medaglia di bronzo al valore, cade prigioniero degli austriaci e viene recluso nella fortezza di Komaron.
Dal 1929 fino alla caduta della dittatura fascista è segretario del Sindacato regionale fascista belle arti.

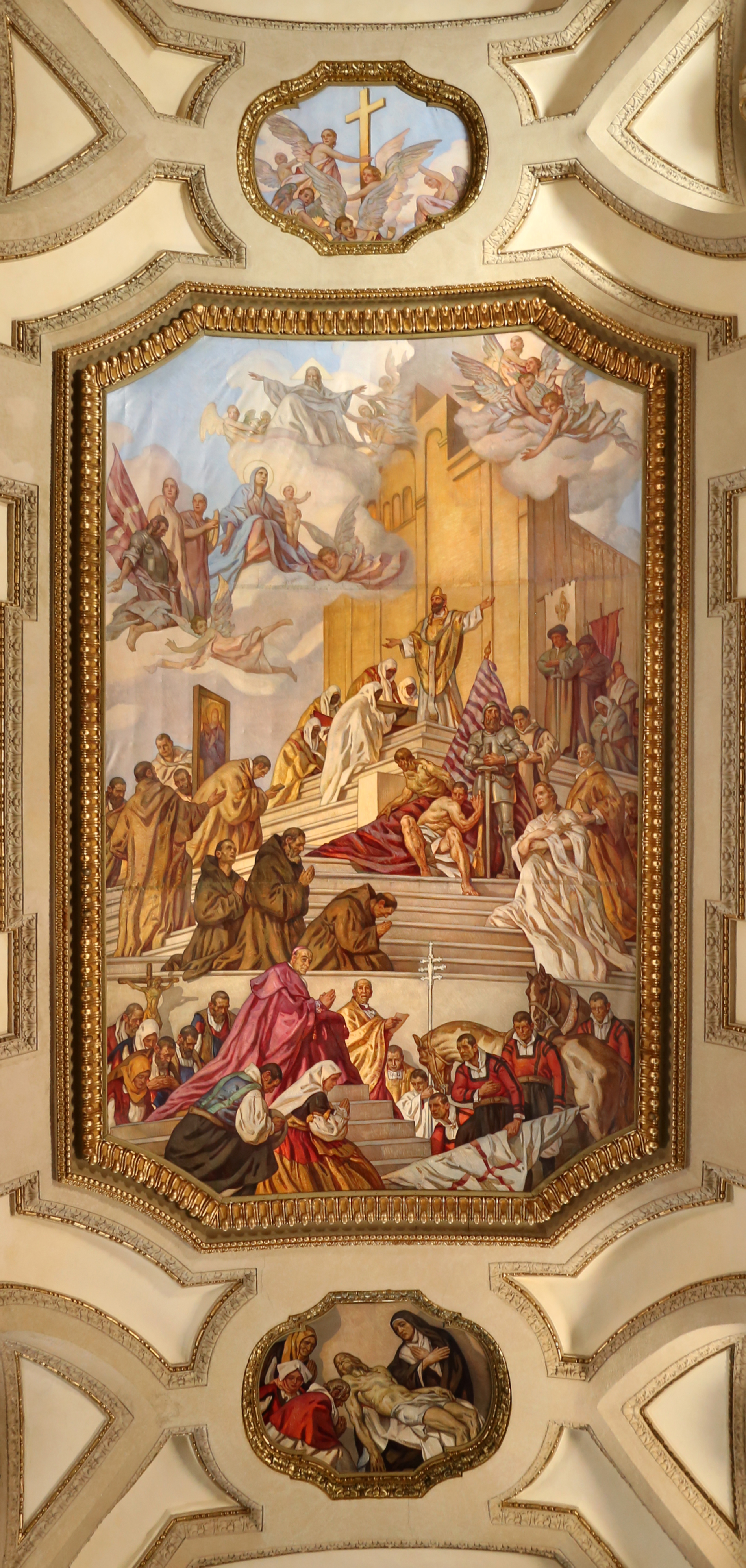
Decorazione pittorica della cattedrale di Cagliari, opera di Filippo Figari

Dopo aver esposto alla Prima mostra del sindacato regionale fascista del 1930 a Sassari, partecipa a varie altre mostre. Nel 1931 espone alla I Quadriennale nazionale d’arte di Roma, dove una sua opera, La Vendemmia, viene acquistata da Vittorio Emanuele III.
Nel 1935 diventa direttore della Scuola d’Arte di Sassari.
Con la caduta del regime è soggetto di vari attacchi personali per aver mantenuto per molti anni la carica di Segretario sindacale.

## La decorazione del municipio di Cagliari
Nel novembre del 1911 vengono assegnati i lavori di decorazione del palazzo civico del Comune di Cagliari. Figari ottiene la sala dei Matrimoni. Per realizzare tale opera egli si trasferisce per circa tre anni nel paese di Busachi dove elabora le bozze che poi saranno la base delle tele che realizzerà. Nella rappresentazione del matrimonio sardo il pittore ritrae varie situazioni della tradizione sponsale: l'uscita degli sposi accompagnati dal suono delle launeddas accolti delle donne che gettano il grano come segno augurale, il ballo dello sposo con una delle invitate, momenti di festa intorno al focolare ma anche diverse scene di vita quotidiana del paese di Busachi. Nelle tele sono rappresentati anche gli abiti tradizionali dei paesi di Samugheo e Atzara.